# نورا أرماني
نورا أرماني (بالفرنسية: Nora Armani)‏ (31 أغسطس 1956 في مدينة الجيزة - ) ممثلة من مصر.

## روابط خارجية
- نورا أرماني على موقع IMDb (الإنجليزية)
- نورا أرماني على موقع ألو سيني (الفرنسية)
- نورا أرماني على موقع قاعدة بيانات الفيلم (الإنجليزية)
- نورا أرماني على موقع كينوبويسك (الروسية)